# Thérèse: The Story of saint Thérèse of Lisieux
Thérèse: The Story of saint Thérèse of Lisieux är en amerikansk film från 2004, och bygger på Thérèses egna självbiografiska skrifter.

## Handling
Filmen skildrar en ung nunnas liv i Frankrike i slutet av 1800-talet.

## Tagline
Ordinary girl. Extraordinary soul.

## Rollista i urval
- Lindsay Younce - Therese Martin
- Leonardo Defilippis - Louis Martin
- Maggie Rose Fleck - Marie Martin
- Linda Hayden - Pauline Martin
- Jen Nikolaisen - Celine Martin
- Mandy Rimer - Leonie Martin
- Judith Kaplan - Mother Marie de Gonzague